# François Pierson
Pour les articles homonymes, voir Pierson.
François Pierson né le 29 mai 1947 est un chef d'entreprise français. Il est président du Conseil d'Administration de Kedge Business School. Il fut président directeur général d'Axa France (IARD et Vie) et responsable des grands risques, de l'assistance et d'Axa Canada. Son premier mandat date de novembre 2001.

## Carrière
Il a fait ses études de Sciences et gestion à Paris Dauphine.
En 1974, François Pierson devient directeur commercial aux AGP. En 1990, il est nommé directeur général de la région sud-est d'Axa Assurances et directeur de la distribution. Cinq ans plus tard, en 1995, il est nommé directeur général adjoint d'Axa Assurances.
En 1997, François Pierson est nommé directeur général d'UAP Vie et directeur général d'Alpha Assurances, puis en 1998, il devient directeur général d'Axa Conseil et directeur général d'Axa Assurances en 1999. En 2001, il devient membre du directoire d'Axa. En 2010, il quitte la direction générale d'Axa France pour se consacrer à la filiale assurance dommages du groupe au niveau international.
Le 14 mai 2013, François Pierson est nommé président de l’AGIPI et entre officiellement en fonction le 10 juillet de la même année. De 2012 à 2017, il est président de l'association Prévention routière.

## Distinctions
- 2006 : Il reçoit le "Label Égalité" par le ministre délégué à la cohésion sociale pour son action en faveur de l'égalité professionnelle en général et entre les hommes et les femmes[6].